# 小海線統括センター
小海線統括センター（こうみせんとうかつセンター）は、長野県佐久市中込に所在する東日本旅客鉄道（JR東日本）小海線中込駅構内にある、同線の運営を所管する組織である。長野支社の管轄。（ただし、車両検修部門は首都圏本部が所管する）小海線の運行に携わる乗務員（運転士・車掌）と駅員の所属組織であり、また中込駅東側に車両基地を有している。

## 配置車両に記される略号
「長コミ」…長野支社を表す「長」と、小海の電報略号を表す「コミ」から構成される。検査により順次省略されている。

## 歴史
- 1934年9月1日 - 佐久鉄道の国有化により長野庫中込機関分庫として発足[2]。配置車両は、1265形および気動車キハ40500・キハ40600。
- 1935年（昭和10年）11月29日 - 長野庫の分庫から独立して中込機関庫となる[3]。配置車両は、1265形・C12形・C56形および気動車キハ40500・キハ40600。
- 1936年（昭和11年）9月1日 - 規則改正により中込機関区に改称。
- 1959年（昭和34年）4月3日 - 小海線管理所発足。配置車両はC56形。
- 1960年（昭和35年）4月1日 - 小海線定期旅客列車の気動車化完了。これによりC56形の運用が激減し、両数も大幅に減少。
- 1969年（昭和44年）1月 - この頃小海線管理所廃止、中込機関区復活。配置車両はC56形・キハ10・キハ11・キハ51・キハ52。
- 1980年（昭和55年）4月1日現在 - 配置車両はDD16・キハ57。
- 1986年（昭和61年）11月1日 - 中込運転区に改称。長野車掌区のうち中込支区を中込駅に統合。
- 1987年（昭和62年）4月1日 - 国鉄分割民営化により東日本旅客鉄道に移管。
- 1988年（昭和63年）3月13日 - 中込駅乗務員（車掌）を中込運転区に統合。
- 1989年（平成元年）12月 - 中込運輸区に改称。
- 1991年（平成3年）4月1日 - 中込運輸区と小海線の全有人駅を統合し、小海線営業所が発足[4]。旧中込運輸区庁舎は小海線営業所運行室となる。
- 2022年（令和4年）3月12日 - 小海線営業所廃止。小海線統括センターへ改組される。

## 配置車両
小海線で運用される車両が配置されている。2024年4月1日現在の配置車両は以下の通り。
| 電車 | 気動車 | 機関車 | 客車 | 貨車 | 合計 |
| ---- | ------ | ------ | ---- | ---- | ---- |
| 0両  | 23両   | 0両    | 0両  | 0両  | 23両 |

キハ110形気動車（20両）
- キハ103形（1両）
  - 710番台1両が配置されている。

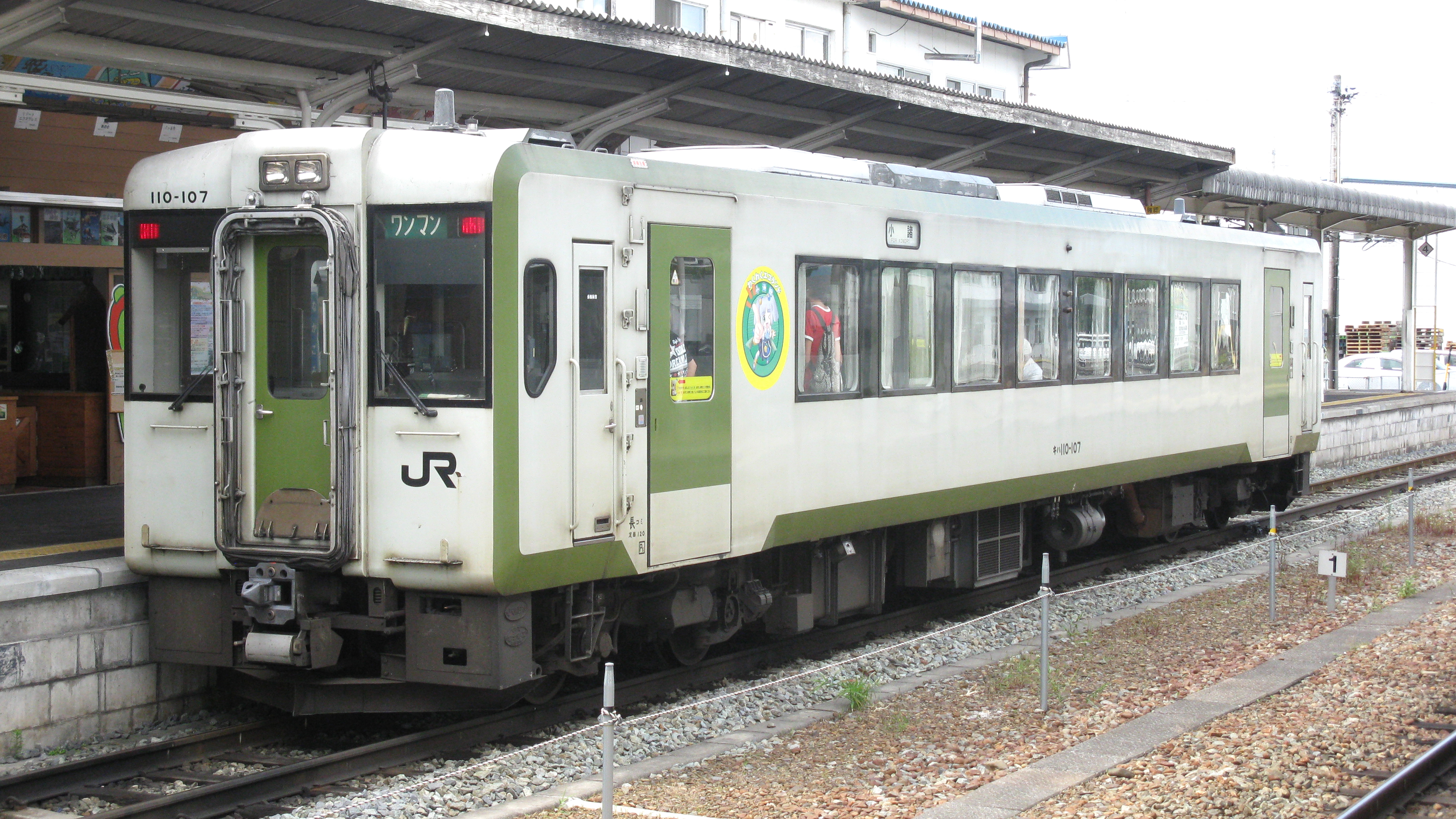
キハ110系

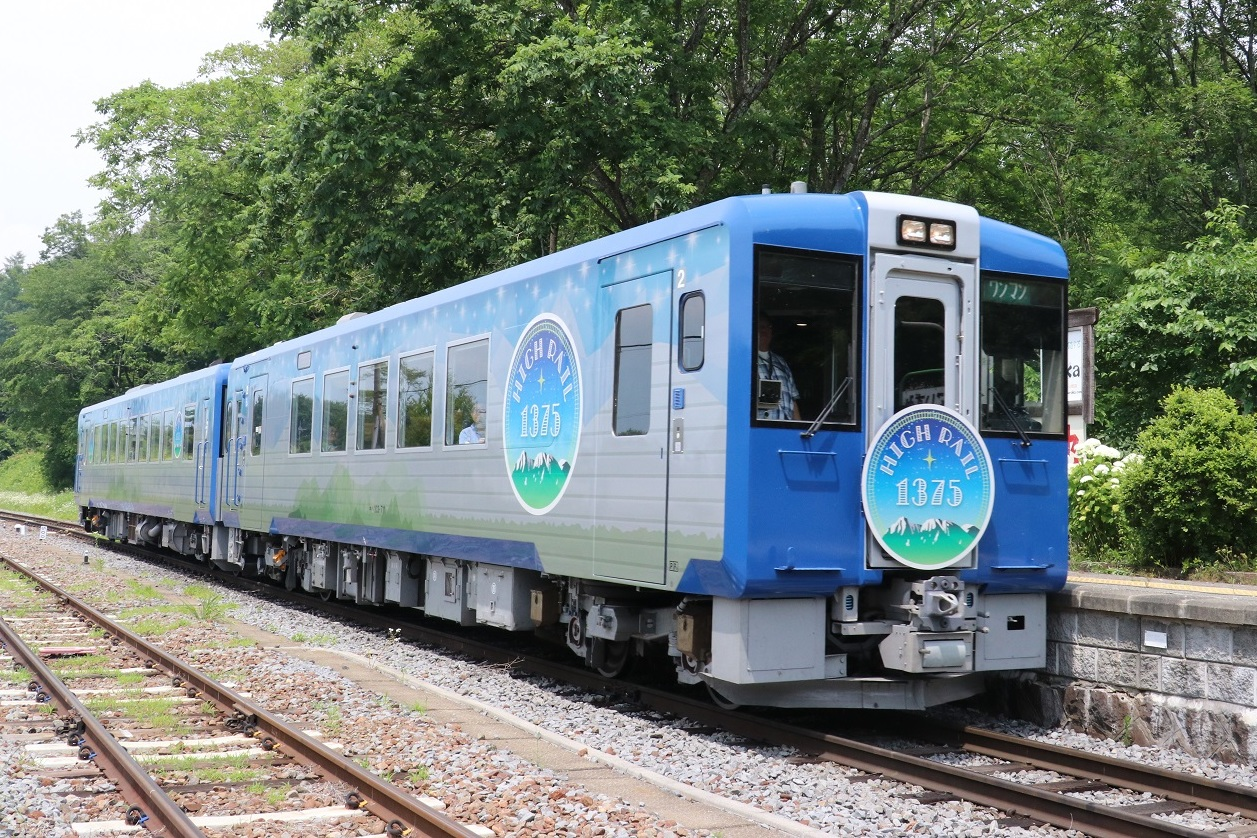
HIGH RAIL 1375

  - 2016年11月26日付でキハ100-29が小海線観光列車「HIGH RAIL 1375」用として盛岡車両センターから転属（転入）し[5]、改造の上2017年6月15日付でキハ103-711に改番した[6]。
- キハ110形（12両）
  - 100番台12両が配置されている。
  - かつては18両配置されていたが、2007年に2両（キハ110-118, 122）が盛岡車両センターへ、2013年2月中旬に3両（キハ110-106, 107, 108）が小牛田運輸区へ転出、2013年9月には1両（キハ110-105）が「TOHOKU EMOTION」用として八戸運輸区に転出した。
  - キハ110-121は、2015年から2016年12月まで開業80周年を記念し、かつて小海線で運転していたキハ52形気動車をモチーフとした朱色の塗装となっていた[7]。
- キハ111・112形（7両）
  - 100番台2両編成3本と710番台1両が配置されている。
  - 2016年11月26日付でキハ110-108が「HIGH RAIL 1375」用として小牛田運輸区から再度転属（転入）し[5]、改造の上2017年6月15日付でキハ112-711に改番した[6]。
  - キハ111-111・キハ112-111は、2015年から2017年1月まで開業80周年を記念し、かつて小海線で運転していたキハ58系気動車をモチーフとしたクリーム色と朱色の塗装となっていた[8]。

キハE200形気動車（3両）

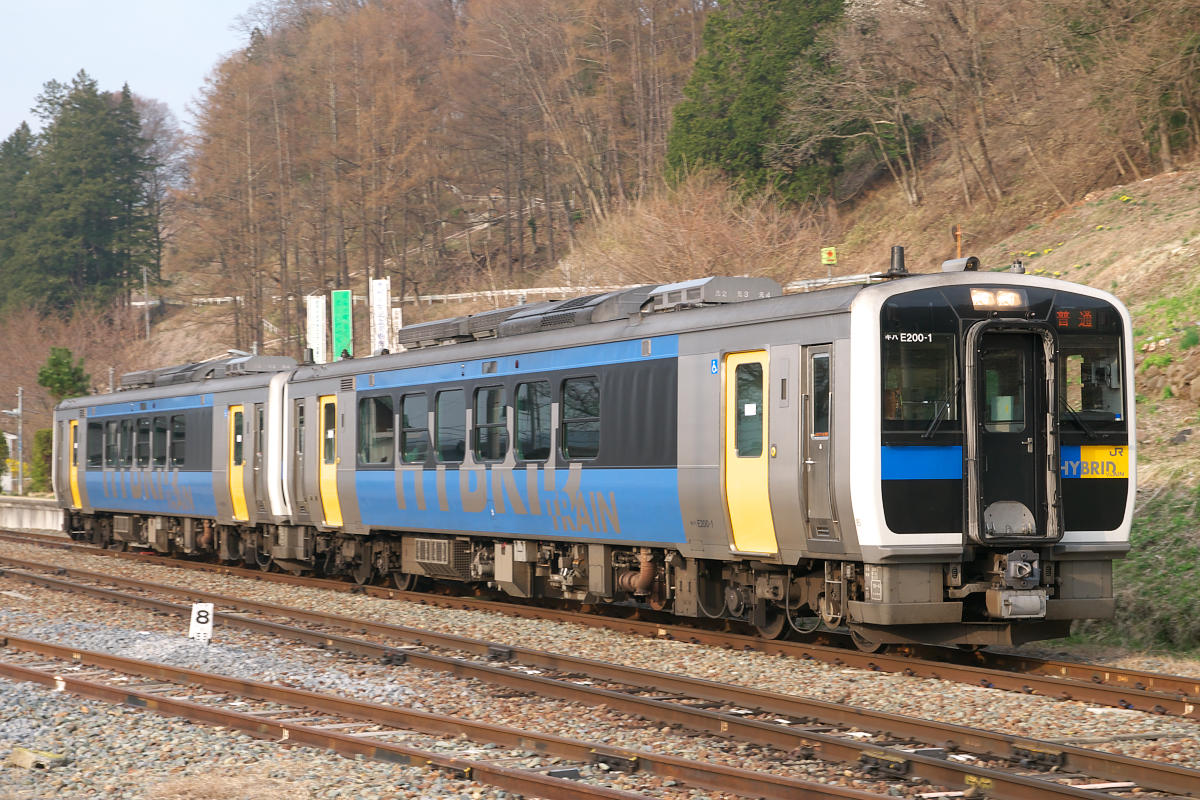
キハE200系

- 3両が配置されている。2007年7月31日から運用を開始した。

これら上記の車両が検査等で長野総合車両センターを入出場回送する際は、小淵沢駅から中央本線・篠ノ井線を経由する。